# Carsten Stormer
Carsten Stormer (geboren 1973 in Pinneberg) ist ein deutscher Journalist, Autor, Fotograf und Filmemacher. Sein Schwerpunkt liegt in der Auslands-, Krisen- und Kriegsberichterstattung. Er lebt in Manila.

## Leben
Carsten Stormer absolvierte eine Ausbildung als Speditionskaufmann und studierte später Journalistik in Bremen und am Indian Institute of Technology (IIT) Chennai (Indien). Wie er in seinem ersten Buch Das Leben ist ein wildes Tier (2011) berichtet, wollte er eigentlich Kapitän werden, „was er nach sechs Wochen als Bootsjunge verwarf, weil ihm das Leben an Deck zu eintönig schien. Auch Speditionskaufmann lag ihm nicht. Er wurde Weltreisender und Barmann.“ Die Begegnung mit zwei durch eine alte Landmine schwerverletzten Mädchen als 24-Jähriger (1997) in Kambodscha habe dazu geführt, dass er sich für eine Karriere als Kriegsberichterstatter entschieden habe. Erste Praktika als Journalist absolvierte er bei der Phnom Penh Post in Kambodscha und bei der Myanmar Times.
Er ist verheiratet und hat einen Sohn, der 2014 geboren ist. Seit 2008 lebt er als Asienkorrespondent mit seiner Familie in Manila.

## Werk
Ab 2004 berichtete Carsten Stormer aus Krisengebieten in Darfur, Somalia, Kongo, Afghanistan, Irak, Uganda und Osttimor. Seit 2006 ist er Mitglied der Reportergemeinschaft Zeitenspiegel in Weinstadt-Endersbach. Seit 2012 berichtet er vor allem über die Kriegssituation in Syrien und Irak für deutsche und internationale Nachrichtensender und -magazine. In einem Interview mit dem Branchenportal meedia.de spricht er offen über eine posttraumatische Belastungsstörung als Teil seines Alltags als Kriegsreporter ab 2013, die aus seinen Erfahrungen in Syrien und u. a. einer Beinahe-Entführung auf dem Weg nach Zabadani resultierte. Regelmäßig schreibt er für Der Spiegel, GEO, Focus, Stern, Cicero, Playboy, NZZ am Sonntag und weitere Medien. Seine Erlebnisse in Syrien hat er in mehreren Büchern, zuletzt in Die Schatten des Morgenlandes (2017) verarbeitet. Sein Fokus hat sich in den letzten Jahren vom Schreiben zusehends auf Fernsehreportagen verlagert.

## Auszeichnungen
- 2008 Medienpreis der Kindernothilfe für die Focus-Reportage Die Mörderkinder[10]
- 2009 Preis des Deutschen Roten Kreuzes
- 2011 Finalist beim Leica Oskar Barnack Award[11]
- 2014 Longlist Egon-Erwin-Kisch-Preis in der Kategorie Beste Reportage
- 2017 Shortlist Egon-Erwin-Kisch-Preis für die Beste Reportage
- 2018 Dritter Preis beim Pictures of the Year Award des Donald W. Reynolds Journalism Institute in Columbia in der Kategorie Documentary Journalism für den Film The Kill List (Regie: Ed Ou und Aurora Almendral), Stormer steuerte zusätzliches Filmmaterial bei.[12]
- 2020 zusammen mit Tristan Chytroschek: Gewinner des ARD-Dokumentarfilm-Wettbewerbs für Die Recyclinglüge[13]

## Publikationen
- 2011 Das Leben ist ein wildes Tier: Wie ich die Gefahr suchte und mich selber fand. Bastei Lübbe, Köln, ISBN 978-3-7857-2440-8.
- 2014 Die syrische Tragödie. 60pages. Kindle-Ebook.
  - 2016 auf Englisch: The Syrian Tragedy. 60pages.

- 2017 Die Schatten des Morgenlandes. Die Gewalt im Nahen Osten und warum wir uns einmischen müssen. Bastei Lübbe, Köln, ISBN 978-3-7857-2593-1.

## Filmografie
- 2012: zus. m. Carl Gierstorfer: Myanmar: Die Freiheit leben, Arte, 28 min.
- 2012: Aleppo: Eine Stadt im Krieg für Spiegel TV
- 2014: The White Helmets, Al Jazeera America
- 2015: Inside Sinjar, Al Jazeera America
- 2016: Menschenjagd in Manila für Spiegel TV
- 2017: Hell on Earth – The rise of ISIS and the fall of Syria, National Geographic
- 2017: When a president says ‚I’ll kill you’, New York Times Documentaries
- 2017: Das heilige Wasser der Jesiden, Arte/ZDF, 32 min.
- 2017: Schulen in Afghanistan – ein deutsches Erfolgsmodell vor dem Aus, Arte/ZDF, 32 min.
- 2018: Manuel Down Under, 5-teilige Serie, Arte/ZDF
- 2018: Eine Kindheit in Grönland, Arte/ZDF, 32 min.
- 2018: zus. m. Marc Wiese: Kriegstagebuch – War Diary, IFAGE/Arte/WDR, 103 min.
- 2019: Rückkehr nach Masuren. 74 Jahre nach der Flucht, zusammen mit Florian Wolff, Arte/ZDF, 32 min.
- 2019: Sinnsuche in Sibirien – Jesus aus der Taiga und seine Jünger, Arte/ZDF, 32 min.
- 2019: Die Toten von Stalingrad – Auf der Suche nach gefallenen Soldaten, Arte/ZDF, 32 min.
- 2020: Blasrohre gegen Bulldozer – Die letzten Waldnomaden Asiens, Arte/ZDF, 45 min.
- 2020: Dutertes Methoden im Schatten des Virus, Arte, 24 min.
- 2022: Dutertes blutiges Erbe (ZDF, 44 min.)
- 2022: Die Goldtaucher der Philippinen (Arte/ZDF, 44 min.)
- 2022: Der Knochensammler (NZZ Format/SRF1, 30 min.)
- 2022: Kriegsverbrechen auf der Spur. Mord an ukrainischen Zivilisten (Arte, 33 min.)
- 2023: Die Kinder von Tagkawayan (NZZ Format/SRF1, Doku, 30 min.)
- 2023: Die Unbeugsamen von Cherson (NZZ Format/SRF1, 30 min.)
- 2024: Wings of Courage – The Eagle Huntress (NZZ Format, 52 min.)
- 2024: Im Schatten Chinas (Arte/ZDF, 52 min.)
- 2024: Pflegefachkräfte für die Schweiz (NZZ Format/SRF1, 30 min.)